# ラジオTo LOVEる -とらぶる-
『ラジオTo LOVEる-とらぶる-』は、テレビアニメ『To LOVEる -とらぶる-』の関連番組として放送されたラジオ番組。

## ラジオTo LOVEる-とらぶる-〜明乃・紗友里の彩南高校放送部〜
アニメ『To LOVEる -とらぶる-』のプロモーションのためのインターネットラジオ番組。
2本録りである。その回の写真とコメントがあるのはアニメイトTVのみ。
パーソナリティ
- 渡辺明乃（結城リト役）
- 矢作紗友里（西連寺春菜役）

配信日
- アニメイトTV：2008年3月28日（第0回）、4月4日 -9月26日（本編）、毎週金曜日配信
- 音泉・BEWE：2008年4月17日 - 10月2日（本編のみ）、毎週木曜日配信

### コーナー
ふつうのおたより
ふつおた及びフリートーク。
告白100本ノック

リトのドキドキエンドルフィン

リトと春菜の特別授業

### ゲスト
- 第5、6回 - 新井里美（ペケ役）
- 第7、8回 - 戸松遥（ララ・サタリン・デビルーク役）
- 第9、10回 - 矢吹健太朗・長谷見沙貴（原作者・脚本）[3]
- 第13、14回 - 福圓美里（金色の闇役）
- 第15回 - ANNA（EDテーマ）
- 第17、18回 - 川澄綾子（天条院沙姫役）
- 第19回 - 矢吹健太朗・長谷見沙貴（原作者・脚本）

### DJ CD
| 回数  | 発売日        | ゲスト             | 初回ボーナストラック                                               |
| ----- | ------------- | ------------------ | ------------------------------------------------------------------ |
| 第1巻 | 2008年6月25日 | 新井里美、戸松遥   | ラブハンターは誰だ!                                                |
| 第2巻 | 2008年8月22日 | 福圓美里、川澄綾子 | リトのドキドキエンドルフィン特別編「ヤミのえっちぃのはキライです」 |

## もーっと!ラジオ To LOVEる-とらぶる-
アニメ第2期『もっとTo LOVEる -とらぶる-』のプロモーションのためのインターネットラジオ番組。
パーソナリティ
- 戸松遥（ララ・サタリン・デビルーク役）

配信日
HiBiKi Radio Station：2010年10月7日 - 2011年4月7日

### コーナー（ラジオ2）
ふつうのおたより
ふつおた及びフリートーク。リスナー（/お便りを送っている）の年齢層は、大体10代〜20代ぐらいの男性と戸松が言っている。
お名前つけたまえ!!
戸松が演じるララが発明を得意としていることから、身の回りにあるものの名前を付ける。既に存在している発明品や身の回りのモノを戸松流にアレンジする。例えば、マイクなら「コゲコゲアフロくん」など。一応ルールでは、○○（擬音）+○○（名前）くんと言う風による。解決屋と隔週で行われている。
お名前つけたまえ!!公開録音SP!!
今までのコーナーとは少し違い、実物のものが登場する。戸松およびゲストは、目をつぶった状態で、匂いや音を聞き名前を付ける。思ったものをスケッチブックに書き3人で書くというもの。名前の縛りがないので、いつもの通りのはならなかった。ちなみに物は、戸松が歌うアニメEDのCDで「カチカチ担当内田ララのフィギュア」となった。
もっと To LOVE る解決屋
身の回りのトラブルを戸松が解決して行くお悩み相談コーナー。ちょっと頼りない感じが出ており、基本的に曖昧な結果が出る。
ララにお聞きなさい
ララは銀河系を束ねるデビルーク星の第一王女ということで、星にいた時は、国民にも頼られていたはず!!ララが王女として気品を持って、気高く上品に小さな疑問、ちょっとした質問に答える。食べ物関係の話の時は、ファーストフードやコンビニ弁当の話がよく出てくる。そして、話口調がだんだんおばさん臭くなってきたと矢作は言っている。たしなみと隔週で行われている。2011年は、夢日記をつけると公言した。会話の中で、「○○マン」が頻出する。基本的に、的外れな答えが多い。
王女のたしなみ
戸松が『デビルーク星の王女としてのたしなみ』を学んでいく無茶ぶりコーナー。たくさんチャレンジをしていく。基本的にクイズ形式で出題され、敬語や方言などの問題が出題させている。コーナー達成すると、レバ刺しを机に並べて食べると言っている。ラジオでは、レバ刺しの話が頻繁に出てくる。そして、＃15では、英語の月を合格点を出したので、生肉を食べた。そして今年の抱負は、生肉を食べる会を作ると公言した。入会する条件は、特に決まっておらず入会するとニクネームがもらえる。
お知らせ
イベント情報や関連商品の紹介などが紹介させる。

### ゲスト（ラジオ2）
- 第11、12回 - 矢作紗友里（西連寺春菜役）
- 第13回 - 矢吹健太朗・長谷見沙貴[4]（原作者・脚本）

### その他
2011年1月6日は、ラジオ収録の都合のため休止されたが、同年4月7日に改めて配信された。同年3月24日に配信を予定していたものが、ラジオの諸事情により休止。なおこのラジオの模様は、「もっとTo Loveる」の本編DVDのおまけ特典として、ラジオ本編が収録されている。ラジオCD単体での販売はしていない。

## ラジオTo LOVEる -とらぶる- ダークネス 〜えっちぃのはキライですが素敵です♥〜
アニメ『To LOVEる -とらぶる- ダークネス』のプロモーション番組。全25回。
パーソナリティ
- 福圓美里（金色の闇役）
- 井口裕香（黒崎芽亜役）

放送・配信日
- ラジオ大阪：2012年9月7日 - 2013年2月22日、毎週金曜日24:30 - 25:00放送
- 音泉・HiBiKi Radio Station：2012年9月8日 - 2013年2月23日、毎週土曜日配信
- アニメイトTV：2012年9月10日 - 2013年2月25日、毎週月曜日配信

### コーナー（ラジオ3）
ふつうのおたより
ふつおた及びフリートーク
えっちぃのをえっちぃくなくするのです
金色闇の口癖が「えっちぃのはキライです。」というので、大人な言葉を「えっちぃ」くない言葉に会議をして変換する。えっちぃな単語やそれっぽく聞こえるものを募集する。
（例）たわわな胸＝プロ使用
我らがハーレム計画
リスナーが「ハーレム（理想の楽園）」を妄想し、教えるコーナー。
（例）私のハーレムでは、蛇口をひねるとオレンジジュースが溢れでてきます。
ヤミに教える10個とかそんくらいの事
宇宙人が地球人に教えてもらって、どんどん地球生活に馴染んでいくというもの。それにちなんで、常識クイズやなぞなぞ・数学の公式・おばあちゃんの知恵袋などを出題するコーナー。必ず解答をつけること。
素敵♥お便りひゃっほい
ネット配信限定。パーソナリティが「素敵」といってしまうような、特技や自慢話を語り合うコーナー。

### ゲスト（ラジオ3）
- 第6回 - 渡辺明乃 （結城リト 役）
- 第8回 - Ray（オープニングテーマ）
- 第10回 - 分島花音（エンディングテーマ）
- 第12回 - 矢作紗友里（西連寺春菜 役）
- 第14回 - 名塚佳織（古手川唯 役）
- 第16回 - 伊藤かな恵（ナナ・アスタ・デビルーク 役）
- 第18回 - 矢吹健太朗・長谷見沙貴（原作者・脚本）

## ラジオTo LOVEる -とらぶる- ダークネス2nd 〜えっちぃのはキライですがやっぱり素敵です♥〜
アニメ『To LOVEる -とらぶる- ダークネス2nd』のプロモーション番組。全19回。
パーソナリティ
- 福圓美里（金色の闇役）
- 井口裕香（黒崎芽亜役）

放送・配信日
- HiBiKi Radio Station：2015年6月8日・22日（プレ配信）、7月6日 - 12月28日（本編）、第1回から第13回まで毎週月曜日配信、第14回から第19回まで隔週月曜日配信。

### コーナー（ラジオ4）
ふつおた
ふつおた及びフリートーク
ヤミに教える10個とかそんくらいの事2nd
宇宙人が地球人に教えてもらって、どんどん地球生活に馴染んでいくというもの。それにちなんで、常識クイズやなぞなぞ・数学の公式・おばあちゃんの知恵袋などを出題するコーナー。
サイコダイブのお部屋
リスナーから募集した心理テストをパーソナリティに実施するコーナー。
我ら素敵な姉妹ですから
リスナーから募集した質問に対して、パーソナリティ2人が全く同じ答えにしていくチャレンジコーナー。
消えよ!我がダークネス
リスナーから募集した、過去の痛いエピソードを発表していくコーナー。
トランスアドバイス
パーソナリティ2人が違う人格になりきって、リスナーの悩み相談をするコーナー。

### ゲスト（ラジオ4）
- 第4回 - Ray（オープニングテーマ）
- 第16回 - 日高里菜（ネメシス 役）
- 第18回 - 矢吹健太朗・長谷見沙貴（原作者・脚本）